# Kamedas
『Kamedas』（カメダス）は、1993年3月4日に発売された秋本治の漫画『こちら葛飾区亀有公園前派出所』の書籍。正式名称は『こちら葛飾区亀有公園前派出所大全集 Kamedas』。
2001年12月11日に発売された『Kamedas2』についても解説する。

## 概要
『こちら葛飾区亀有公園前派出所』のストーリーや作中の様々なネタをまとめた公式大全集である。当初は連載15周年の企画だったが、予定以上に編集に時間がかかり、連載17年となる1993年に刊行されることになった。全体的には単行本1巻から76巻までの内容がまとめられている（ただし一部に78巻・79巻の内容が記されている部分もある）。広告でのキャッチコピーは「データで読む・情報で視る“こち亀”版イミダス登場!!」、帯に記されたキャッチコピーは「グーテンベルク以来の出版界最大の怪挙!!」。
その後、連載25周年を迎えた2001年に続編『Kamedas2』が刊行された。こちらでは単行本127巻までの内容がまとめられている。
『Kamedas』ではなぎら健壱、歴代担当編集者（初代から5代目、堀内丸恵・中村泰造・伊東健介・佐々木尚・大塚久永）、『Kamedas2』ではさいとう・たかを、テレビアニメ関係者（ラサール石井・森尾由美・宮本充・高松信司・松下洋子）と秋本治との座談会がなされている。

## 漫画
Kamedasでは、描き下ろし漫画や幻の作品も掲載されている。

### Kamedas
- 「“両さん”誕生㊙物語」（描き下ろし）
- 「こちら葛飾区亀有公園前派出所+東大一直線」（小林よしのりとの合作、週刊少年ジャンプ増刊1977年1月号掲載）
- 「住人と色の巻」（初出時同様、冒頭14ページをカラー掲載。単行本41巻にモノクロで収録）
- 「八方破れ高校生両さんの巻」（描き下ろし）

### Kamedas2
- 「《少年時代特別編》遠き日のメモリアル」（描き下ろし）
- 「『こち亀』赤塚キャラに乗っ取られる!の巻」（赤塚不二夫との合作、描き下ろし） - 『天才バカボン』『おそ松くん』のキャラが登場
- 「勘吉、金太郎と万吉にどつかれる!の巻」（本宮ひろ志との合作、描き下ろし） - 『サラリーマン金太郎』『男一匹ガキ大将』のキャラが登場
- 「帰ってきた東大通!の巻」（小林よしのりとの合作、描き下ろし） - 「東大一直線」のキャラが登場、『ゴーマニズム宣言』を模したシーンもあり
- 「渋谷でコギャルと仲良くプリクラ!の巻」（藤井みほなとの合作、描き下ろし） - 『GALS!』のキャラが登場
- 「『こち亀』サファイアに初登場の巻」（『りぼん』1999年2月新春特大号別冊付録の再録、初出タイトル「『こち亀』りぼんに初登場の巻」）
- 別冊サファイア特別企画 4大作家夢の競演!!（こち亀の登場人物が描いたとする設定の作中作、描き下ろし）
  - 「江戸っ子ずし」（両津・パトリシア・勘子（両津勘吉）作）
  - 「Love2ずし」（愛野神女（乙姫菜々）作）
  - 「ソフトボール寿司」（擬宝珠纏作）
  - 「姉妹ずし」（擬宝珠檸檬作）
- 番外編「Kochikame20XX年」（1999年刊行の『e-ジャンプ』掲載）
- 「両さん、合作少女漫画に挑戦!の巻」（矢代まさことの合作、描き下ろし） - 『ようこシリーズ』の一話「よっこヒヨッコ逃亡記」のキャラが登場

## メッセージ
秋本治とこち亀に対する著名人からのメッセージ（漫画家についてはイラストも多数寄せられている）。

### Kamedas
- おおた慶文
- 尾崎亜美
- 神谷明
- 高千穂遙
- 荒木飛呂彦
- 車田正美
- 小林よしのり
- コンタロウ
- 高橋陽一

- 徳弘正也
- 鳥山明
- にわのまこと
- 原哲夫
- 北条司
- 宮下あきら
- 森田まさのり
- ゆでたまご

### Kamedas2
- 荒木飛呂彦
- 浅美裕子
- うすた京介
- 梅澤春人
- 尾田栄一郎
- 岡野剛
- 小栗かずまた
- 小畑健
- 桂正和
- 岸本斉史
- かずはじめ
- 河下水希
- 澤井啓夫

- 島袋光年
- 鈴木信也
- 鈴木央
- 高橋和希
- 冨樫義博
- 武井宏之
- 樋口大輔
- 鳥山明
- 藤崎竜
- 矢吹健太朗
- 森田まさのり
- 和月伸宏